# 中国工农红军第十四军
中国工农红军第十四军，简称红十四军，史载红十四军有两支。

## 苏北红军第十四军
1929年冬，中共江苏省委决定，并经中共中央批准，准备将活动在南通、海门、如皋、泰兴地区的红军游击队组建为中国工农红军第十四军。1930年2月10日，中央军委派遣何昆（化名李维森），偕张爱萍、何扬、宋奇等，由地下党交通员护送，自上海乘船至泰兴于2月14日抵达如皋西南乡东燕庄，与中共如皋县委、如泰工农红军会合。何昆将通海工农红军改编为第一支队；如泰工农红军改编为第二支队。何昆兼第二支队长并亲自抓军事训练与军纪和思想建设。如泰地区的红军每月除领6块大洋（银元）津贴处，还在群众家里吃派饭，何昆动员说：“江西的红军战士每月仅3元津贴，我们领6元，还吃派饭，老百姓负担太重了。”每月少领3元津贴。他还把如泰地区的农民赤卫队集中编队，仿中央苏区赤卫队，两支步枪夹5支梭标。
1930年4月3日中共通海特委和红十四军军部在如皋西南乡贲家巷召开了隆重的建军大会，通海特委张辛宣布中国工农红军第十四军正式成立。何昆在大会上宣读《告工农及一切劳苦群众书》。并主持检阅了主力红军和赤卫队。
军长何昆（1898年9月25日-1930年4月16日），湖南省永兴县金龟镇牛头下村人。攻打如皋西南老户庄战斗中带头冲锋中弹牺牲。秘密埋葬于西燕庄。 1966年将烈士遗骨火化，举行隆重的迎灵仪式，将骨灰安置于县烈士馆（后随烈士馆迁建移至今如皋烈士陵园）。1980年如皋县党史部门致函湖南省党史办与湖南省民政厅，请向所属各市县区通报查询何昆籍贯与遗书。湖南省从全省40多名同名人物中最终确认了其真实身份。1991年，何昆烈士像在迁建后的如皋烈士陵园落成。
中共如皋市委、市政府已建成中国工农红军第十四军纪念馆。

## 红五军团第十四军
宁都起义的国民党第二十六路军一部改编为红五军团第十四军,是中国工农红军红一方面军主力部队之一。
1931年12月，原国民革命军二十六路军在江西宁都发动宁都暴动，加入红军，改编为红五军团。红十四军同时改编而成，军长赵博生、政治委员黄火青。下辖第四十师：师长边章五、政治委员程子华；第四十一师：师长李锦亭、政治委员李翔吾。1932年3月12日，改由红三军团领导。
1933年6月，红一方面军进行整编，取消了军一级编制，红十四军番号随之取消。